# Pronleroy
Pronleroy és un municipi francès, situat al departament de l'Oise i a la regió dels Alts de França. L'any 2007 tenia 411 habitants.

## Demografia

### Població
El 2007 la població de fet de Pronleroy era de 411 persones. Hi havia 140 famílies de les quals 20 eren unipersonals (16 homes vivint sols i 4 dones vivint soles), 40 parelles sense fills, 64 parelles amb fills i 16 famílies monoparentals amb fills.
La població ha evolucionat segons el següent gràfic:
Habitants censats

### Habitatges
El 2007 hi havia 155 habitatges, 138 eren l'habitatge principal de la família, 9 eren segones residències i 8 estaven desocupats. 149 eren cases i 4 eren apartaments. Dels 138 habitatges principals, 116 estaven ocupats pels seus propietaris, 18 estaven llogats i ocupats pels llogaters i 4 estaven cedits a títol gratuït; 2 tenien una cambra, 4 en tenien dues, 23 en tenien tres, 35 en tenien quatre i 74 en tenien cinc o més. 93 habitatges disposaven pel capbaix d'una plaça de pàrquing. A 51 habitatges hi havia un automòbil i a 75 n'hi havia dos o més.

### Piràmide de població
La piràmide de població per edats i sexe el 2009 era:
| Homes | Edats   | Dones |
| ----- | ------- | ----- |
| 0     | 95 o +  | 0     |
| 0     | 90 a 94 | 0     |
| 0     | 85 a 89 | 8     |
| 4     | 80 a 84 | 0     |
| 0     | 75 a 79 | 8     |
| 12    | 70 a 74 | 4     |
| 4     | 65 a 69 | 4     |
| 4     | 60 a 64 | 0     |
| 8     | 55 a 59 | 4     |
| 24    | 50 a 54 | 16    |
| 12    | 45 a 49 | 20    |
| 8     | 40 a 44 | 8     |
| 20    | 35 a 39 | 8     |
| 24    | 30 a 34 | 24    |
| 4     | 25 a 29 | 16    |
| 8     | 20 a 24 | 4     |
| 12    | 15 a 19 | 12    |
| 8     | 10 a 14 | 12    |
| 12    | 5 a 9   | 20    |
| 32    | 0 a 4   | 4     |

## Economia
El 2007 la població en edat de treballar era de 255 persones, 184 eren actives i 71 eren inactives. De les 184 persones actives 171 estaven ocupades (94 homes i 77 dones) i 13 estaven aturades (5 homes i 8 dones). De les 71 persones inactives 19 estaven jubilades, 22 estaven estudiant i 30 estaven classificades com a «altres inactius».

### Ingressos
El 2009 a Pronleroy hi havia 143 unitats fiscals que integraven 406 persones, la mediana anual d'ingressos fiscals per persona era de 18.727 €.

### Activitats econòmiques
Dels 8 establiments que hi havia el 2007, 1 era d'una empresa extractiva, 2 d'empreses de construcció, 3 d'empreses de transport i 2 d'empreses de serveis.
Dels 2 establiments de servei als particulars que hi havia el 2009, 1 era un guixaire pintor i 1 fusteria.
L'any 2000 a Pronleroy hi havia 4 explotacions agrícoles que ocupaven un total de 632 hectàrees.

## Equipaments sanitaris i escolars
El 2009 hi havia una escola maternal integrada dins d'un grup escolar amb les comunes properes formant una escola dispersa.

## Poblacions més properes
El següent diagrama mostra les poblacions més properes.